# Olympiques de Gatineau
 (avril 2014).
Si vous disposez d'ouvrages ou d'articles de référence ou si vous connaissez des sites web de qualité traitant du thème abordé ici, merci de compléter l'article en donnant les références utiles à sa vérifiabilité et en les liant à la section « Notes et références ».
Les Olympiques de Gatineau sont un club de hockey sur glace de la Ligue de hockey junior Maritimes Québec (LHJMQ) créé en 1973. La formation est l'une des plus anciennes du circuit et a remporté la Coupe du président à sept reprises. Basée à Gatineau en Outaouais, l'équipe évolue au Centre Slush Puppie après avoir quitté le Centre Robert-Guertin en 2021.

## Historique

### Les Festivals de Hull
L'aventure du hockey à Hull commence le 24 avril 1973 avec l’acceptation de la franchise par le bureau des Gouverneurs de la LHJMQ. Les deux actionnaires de l’équipe, Paul Grant et Yves Bourassa, nomment Normand Baril premier directeur général le 15 mai 1973 ; celui-ci agit également comme entraîneur chef intérimaire. C’est le 1er septembre 1973 que s’ouvre le premier camp d’entraînement de l’histoire de la concession. 213 joueurs dont 36 gardiens tentent de se tailler un poste au sein de la formation. Soixante joueurs revêtent l’uniforme au cours de cette première saison. Le premier match de son histoire oppose les Festivals de Hull aux Castors de Sherbrooke le 28 septembre 1973. Les Festivals s'inclinent par la marque de 3 à 1. C’est Guy Bernard qui marque le premier but de l’histoire de l'équipe. En janvier 1974, Claude Gratton se joint à l’organisation comme actionnaire. Les Festivals de Hull terminent bons derniers et ne participent pas aux séries éliminatoires. Fait peu courant, en 1973, les Festivals ne peuvent participer au repêchage car l'organisation fait partie de l'Ottawa District Hockey Association. Le groupe n'a pas davantage droit aux joueurs de l'Ontario en raison de son appartenance à la LHJMQ. Hull se lance alors dans une bataille juridique afin de garder quatre joueurs ontariens : Rick Garcia, David Boyd, Glen O’Neil et Glen Sharpley. Les futurs Olympiques gagnent finalement leur cause.

### Les Olympiques de Hull
À la fin de la saison 1975-1976, la situation financière précaire des investisseurs les force à fermer les livres. Malgré tout, ils rejettent les offres d’achat. Le 30 avril 1976, n’ayant toujours pas reçu le dépôt de garantie des Festivals, la LHJMQ demande à la municipalité de prendre en main la franchise. À cet effet, en juillet 1976, l'Assemblée Nationale approuve le Bill privé 229 et donne ainsi à une municipalité l'autorisation d'exploiter une équipe de hockey junior majeur. À la suite de l’acquisition de la concession, Hull lance un concours pour donner un nouveau nom à l’équipe. C’est le maire Gilles Rocheleau qui lance à tout hasard l’idée de l'appellation Olympiques. Aussitôt dit, aussitôt retenu.
En 1982, Hull et les Olympiques sont les hôtes du tournoi de la Coupe Memorial. Les équipes en présence sont les Castors de Sherbrooke, les Rangers de Kitchener et les Winter Hawks de Portland. En 1984, Pat Burns devient entraîneur-chef des Olympiques. C’est d’ailleurs à l’aube de cette saison, soit en août 1984, que Charles Henry commence à courtiser Hull et fait connaître à ses élus l'intention de Wayne Gretzky de se porter acquéreur de la concession. Deux mois plus tard, la nouvelle sort dans les journaux.
Le 7 août 1985, le légendaire numéro 99 Wayne Gretzky fait l’acquisition des Olympiques. Il nomme son garde du corps Charles Henry directeur général. C’est un vendredi 13, à  la 13e saison de l’équipe, que s’amorce la première année des Gretzkyboys. En fin de saison, la Coupe du Président est à la portée de l'équipe. Les joueurs ne ratent pas leur chance et, avec un impressionnant dossier de 15 victoires et aucune défaite, une première dans la LHJMQ, les Olympiques mettent la main sur la première Coupe du Président de leur histoire et ils s'engagent dans leur premier tournoi de la Coupe Mémorial, à Portland, en Oregon.
Au cours de la saison 1987-1988, Alain Vigneault arrive au poste d’entraîneur-chef à la suite du départ de Pat Burns pour la Ligue américaine de hockey et les Canadiens de Sherbrooke. Les Gretzkyboys remportent leur deuxième Coupe du Président. Pour ce faire, ils reviennent de l’arrière 3-1 à deux reprises dans les éliminatoires, contre Laval en demi-finale puis contre Drummondville en finale. Le tournoi de la Coupe Mémorial est disputé à Chicoutimi. Lors du repêchage de 1990, Hull choisit en cinquième ronde un joueur Bantam, Philippe Boucher. Le choix est refusé, ce joueur ne se qualifiant pas aux termes du règlement des joueurs exceptionnels, les hockeyeurs de 15 ans n'étant admissibles que dans les trois premières rondes. L'affaire va devant les tribunaux. Les Olympiques gagnent leur cause, mais ils doivent sacrifier Philippe Boucher. Ils doivent également payer une amende de 20 000 dollars à la LHJMQ pour avoir enfreint le règlement. Ce dernier est d’ailleurs modifié la saison suivante, et les joueurs exceptionnels sont dorénavant repêchables pendant les cinq premières rondes.

### L'après Gretzky
En 1992, Wayne Gretzky vend l’équipe à un groupe d’actionnaires formé de Mark Routtenberg (majoritaire), Gilles Sauvé, Jean-Marc Lalonde et Alvin Stein. Mi-juillet 1992, Alain Vigneault donne sa démission afin d’accepter un poste d’entraîneur adjoint avec les Sénateurs d'Ottawa. Il est remplacé très brièvement par Michel Charron.
En 1994-1995, les Olympiques, menés par l’entraîneur recrue Robert Mongrain, causent une surprise et remportent leur troisième Coupe du Président.
En 1995-1996, les Olympiques remportent 24 matchs consécutifs et sont arrêtés dans leur séquence victorieuse par les Mooseheads d'Halifax. Le record de matchs continus sans défaite, soit 25, est détenu par les Éperviers de Sorel.
En 1996-1997, les Olympiques remportent leur quatrième Coupe du Président avec, à la barre de l’équipe, l’entraîneur recrue Claude Julien. Cette année-là, la ville de Hull accueille le tournoi de la Coupe Mémorial et les Olympiques remportent la première Coupe Mémorial de leur histoire.
En 1998-1999, malgré une saison terminée avec seulement 23 victoires contre 38 défaites, les Olympiques se rendent en finale contre le Titan d'Acadie-Bathurst. C’est d’ailleurs lors des éliminatoires de 1998-1999 que les Olympiques et les Tigres de Victoriaville inscrivent leurs noms dans le livre des records de la LHJMQ en disputant le match le plus long de l’histoire qui dure six heures. C’est finalement Brock Boucher des Olympiques qui met fin à ce marathon en marquant à 6 minutes 31 de la cinquième prolongation.
En 2005-2006, Guillaume Labrecque marque le premier but en fusillade de l'histoire des Olympiques.
En 2007-2008, sous la conduite de Benoit Groulx et de son adjoint Mario Richer, les Olympiques remportent leur septième Coupe du Président au terme d'éliminatoires dans lesquelles ils ne perdent qu'un match.

### Fondation
En 1985, l'équipe est achetée par Wayne Gretzky qui en est le principal actionnaire pendant sept saisons. Pendant cette période, l'équipe change ses couleurs pour le noir, blanc et argent, reprenant ainsi les couleurs du Hull Volant, ancienne équipe de la communauté de l'Outaouais. Wayne Gretsky et Bruce McNall ont ensuite emmené ces mêmes couleurs aux Kings de la LNH après la transaction de Gretzky entre Edmonton et Los Angeles. Depuis 1992, des investisseurs locaux ont pris la relève. À la suite d'un ré-aménagement territorial, l'équipe a pris le nom d'Olympiques de Gatineau et son uniforme est passé à une combinaison orange, violet, rouge, noir et jaune.
En 2012, l'équipe est retournée aux couleurs noir, blanc et argent, de l'ère Gretzky.

## Logos successifs

Logo des festivals de Hull de 1973 à 1975
Logo des festivals de Hull de 1975 à 1976
Logo des olympiques de Hull de 1976 à 1987
Logo des olympiques de Hull de 1987 à 1995
Logo des olympiques de Hull de 1995 à 2002
Logo des olympiques de Hull de 2002 à 2003
Logo des olympiques de Gatineau de 2003 à 2007
Logo des olympiques de Gatineau de 2007 à 2011
Logo des olympiques de Gatineau depuis 2011

## Statistiques
| Saison    | PJ | V  | D  | N  | DP | DTB | % V  | BP  | BC  | Pts | Classement                      | Séries éliminatoires       |
| --------- | -- | -- | -- | -- | -- | --- | ---- | --- | --- | --- | ------------------------------- | -------------------------- |
| 1973-1974 | 70 | 14 | 55 | 1  | -  | -   | 20,7 | 226 | 405 | 29  | 6e de la division Ouest         | Non qualifiés              |
| 1974-1975 | 72 | 34 | 32 | 6  | -  | -   | 51,4 | 386 | 369 | 74  | 4e de la division Ouest         | Éliminés au 2e tour        |
| 1975-1976 | 72 | 30 | 35 | 7  | -  | -   | 46,5 | 312 | 318 | 67  | 4e de la division Ouest         | Éliminés au 2e tour        |
| 1976-1977 | 72 | 26 | 37 | 9  | -  | -   | 42,4 | 283 | 333 | 61  | 5e de la division Robert-Lebel  | Éliminés au 2e tour        |
| 1977-1978 | 72 | 34 | 34 | 4  | -  | -   | 50   | 357 | 397 | 72  | 5e de la division Robert-Lebel  | Éliminés au 2e tour        |
| 1978-1979 | 72 | 10 | 55 | 7  | -  | -   | 18,8 | 262 | 491 | 27  | 5e de la division Robert-Lebel  | Non qualifiés              |
| 1979-1980 | 72 | 25 | 35 | 12 | -  | -   | 43,1 | 442 | 347 | 62  | 3e de la division Robert-Lebel  | Éliminés au 2e tour        |
| 1980-1981 | 72 | 23 | 46 | 3  | -  | -   | 34   | 262 | 353 | 49  | 4e de la division Robert-Lebel  | Non qualifiés              |
| 1981-1982 | 64 | 41 | 21 | 2  | -  | -   | 65,6 | 343 | 260 | 84  | 2e de la LHJMQ                  | Éliminés au 2e tour        |
| 1982-1983 | 70 | 30 | 40 | 0  | -  | -   | 42,9 | 393 | 406 | 60  | 5e de la division Robert-Lebel  | Éliminés au 2e tour        |
| 1983-1984 | 70 | 25 | 45 | 0  | -  | -   | 35,7 | 301 | 411 | 50  | 6e de la division Robert-Lebel  | Non qualifiés              |
| 1984-1985 | 68 | 33 | 34 | 1  | -  | -   | 49,3 | 347 | 352 | 71  | 2e de la division Robert-Lebel  | Éliminés au 2e tour        |
| 1985-1986 | 72 | 54 | 18 | 0  | -  | -   | 75   | 423 | 262 | 108 | 1er de la division Robert-Lebel | Coupe du président         |
| 1986-1987 | 70 | 26 | 39 | 5  | -  | -   | 40,7 | 286 | 323 | 57  | 3e de la division Robert-Lebel  | Éliminés au 2e tour        |
| 1987-1988 | 70 | 43 | 23 | 4  | -  | -   | 64,3 | 380 | 394 | 90  | 1er de la division Robert-Lebel | Coupe du Président         |
| 1988-1989 | 70 | 40 | 25 | 5  | -  | -   | 60,7 | 329 | 264 | 85  | 3e de la LHJMQ                  | Éliminés au 3e tour        |
| 1989-1990 | 70 | 36 | 29 | 5  | -  | -   | 55   | 306 | 282 | 77  | 5e de la LHJMQ                  | Éliminés au 3e tour        |
| 1990-1991 | 70 | 36 | 27 | 7  | -  | -   | 56,4 | 263 | 235 | 79  | 2e de la division Robert-Lebel  | Éliminés au 2e tour        |
| 1991-1992 | 70 | 41 | 24 | 5  | -  | -   | 62,1 | 331 | 259 | 87  | 2e de la division Robert-Lebel  | Éliminés au 2e tour        |
| 1992-1993 | 70 | 40 | 28 | 2  | -  | -   | 58,6 | 296 | 331 | 82  | 2e de la division Robert-Lebel  | Éliminés au 3e tour        |
| 1993-1994 | 72 | 38 | 31 | 3  | -  | -   | 54,9 | 310 | 304 | 79  | 3e de la division Robert-Lebel  | Éliminés au 3e tour        |
| 1994-1995 | 72 | 42 | 28 | 2  | -  | -   | 59,7 | 340 | 274 | 86  | 2e de la division Robert-Lebel  | Coupe du Président         |
| 1995-1996 | 70 | 52 | 16 | 2  | -  | -   | 75,7 | 347 | 246 | 106 | 2e de la division Robert-Lebel  | Éliminés au 3e tour        |
| 1996-1997 | 70 | 48 | 19 | 3  | -  | -   | 70,7 | 346 | 205 | 99  | 1er de la division Robert-Lebel | Coupe du Président         |
| 1997-1998 | 70 | 32 | 37 | 1  | -  | -   | 46,4 | 270 | 268 | 65  | 6e de la division Robert-Lebel  | Éliminés au 2e tour        |
| 1998-1999 | 70 | 23 | 38 | 9  | -  | -   | 39,3 | 276 | 298 | 55  | 6e de la division Robert-Lebel  | Finalistes                 |
| 1999-2000 | 72 | 42 | 24 | 6  | 0  | -   | 62,5 | 339 | 256 | 90  | 1er de la division Ouest        | Finalistes                 |
| 2000-2001 | 72 | 34 | 28 | 7  | 3  | -   | 54,2 | 288 | 284 | 78  | 3e de la division Ouest         | Éliminés au 1er tour       |
| 2001-2002 | 72 | 33 | 30 | 3  | 6  | -   | 52,1 | 230 | 253 | 75  | 1er de la division Ouest        | Éliminés au 2e tour        |
| 2002-2003 | 72 | 39 | 27 | 4  | 2  | -   | 58,3 | 266 | 222 | 84  | 2e de la division Ouest         | Coupe du Président         |
| 2003-2004 | 70 | 50 | 13 | 7  | 0  | -   | 76,4 | 306 | 179 | 107 | 1er de la division Ouest        | Coupe du Président         |
| 2004-2005 | 70 | 33 | 28 | 5  | 4  | -   | 53,6 | 216 | 237 | 75  | 3e de la division Ouest         | Éliminés au 2e tour        |
| 2005-2006 | 70 | 40 | 23 | -  | 4  | 3   | 62,1 | 261 | 215 | 87  | 4e de la division Ouest         | Éliminés au 3e tour        |
| 2006-2007 | 70 | 39 | 27 | -  | 2  | 2   | 58,6 | 303 | 274 | 82  | 3e de la division Telus         | Éliminés au 1er tour       |
| 2007-2008 | 70 | 43 | 19 | -  | 6  | 2   | 67,1 | 272 | 209 | 94  | 3e de la division Telus         | Coupe du Président         |
| 2008-2009 | 68 | 38 | 25 | -  | 2  | 3   | 59,6 | 232 | 232 | 81  | 1er de la division Telus Ouest  | Éliminés au 2e tour        |
| 2009-2010 | 68 | 30 | 33 | -  | 1  | 4   | 44,1 | 213 | 217 | 65  | 3e de la division Telus Ouest   | Éliminés au 2e tour        |
| 2010-2011 | 68 | 43 | 17 | -  | 3  | 5   | 69,1 | 243 | 193 | 94  | 3e de la division Telus Ouest   | Finalistes                 |
| 2011-2012 | 68 | 26 | 32 | -  | 5  | 5   | 38,2 | 223 | 274 | 62  | 4e de la division Telus Ouest   | Éliminés au 1er tour       |
| 2012-2013 | 68 | 29 | 34 | -  | 1  | 4   | 46,3 | 220 | 265 | 63  | 5e de la division Telus Ouest   | Éliminés au 2e tour        |
| 2013-2014 | 68 | 41 | 23 | -  | 1  | 3   | 63,2 | 254 | 218 | 86  | 4e de la division Telus Ouest   | Éliminés au 2e tour        |
| 2014-2015 | 68 | 31 | 31 | -  | 0  | 6   | 50   | 234 | 242 | 68  | 5e de la division Telus Ouest   | Éliminés au 2e tour        |
| 2015-2016 | 68 | 46 | 19 | -  | 2  | 1   | 69,9 | 250 | 173 | 95  | 3e de la division Ouest         | Éliminés au 2e tour        |
| 2016-2017 | 68 | 33 | 31 | -  | 4  | 0   | 51,5 | 234 | 253 | 70  | 3e de la division Ouest         | Éliminés au 1er tour       |
| 2017-2018 | 68 | 32 | 27 | -  | 5  | 4   | 53,7 | 213 | 215 | 73  | 5e de la division Ouest         | Éliminés au 1er tour       |
| 2018-2019 | 68 | 23 | 39 | -  | 4  | 2   | 38,2 | 194 | 248 | 52  | 4e de la division Ouest         | Éliminés au 1er tour       |
| 2019-2020 | 64 | 22 | 37 | -  | 5  | 0   | 38,3 | 204 | 247 | 49  | 4e de la division Ouest         | Séries annulées (Covid-19) |
| 2020-2021 | 31 | 16 | 11 | -  | 2  | 2   | 58,1 | 95  | 87  | 36  | 4e de la division Ouest         | Éliminés au 1er tour       |
| 2021-2022 | 68 | 39 | 15 | -  | 11 | 3   | 67,6 | 248 | 193 | 92  | 1er de la division Ouest        | Éliminés au 2e tour        |
| 2022-2023 | 68 | 49 | 12 | -  | 5  | 2   | 77,2 | 304 | 197 | 105 | 1er de la division Ouest        | Éliminés au 3e tour        |
| 2023-2024 | 68 | 25 | 31 | -  | 6  | 6   | 45,6 | 213 | 268 | 62  | 3e de la division Ouest         | Éliminés au 1er tour       |

## Personnalités

### Direction
- Directeur général : Serge Beausoleil
- Directeur des Opérations : Daniel Brunet
- Président : Norman MacMillan

### Entraîneurs successifs
Les entraîneurs ci-dessous se sont succédé à la tête de l'équipe
- 1996-2000 : Claude Julien
- 2000-2001 : Guy Lalonde
- 2002-2004 : Benoît Groulx
- 2004 : Mario Richer
- 2004-2006 : Jerôme Dupont
- 2006 : John Chabot
- 2006-2016 : Benoît Groulx
- 2016-2017 : Mario Duhamel
- 2017-2020 : Eric Landry
- 2020-2023 : Louis Robitaille
- 2023-2024 : Benoit Desrosiers
- Depuis 2024 : Alexis Loiseau

### Numéros retirés
11 anciens joueurs des Olympiques ont vu leur numéro être retiré par l'équipe. L'ex-entraîneur, Pat Burns, a également été honoré.  
- 10 Jean Poulin
- 15 Luc Robitaille
- 16 Sam Lang
- 20 Martin Gélinas
- 24 Colin White
- 25 Maxime Talbot
- 25 Martin Ménard
- 28 Claude Giroux
- 32 Marc Saumier
- 33 José Théodore
- 55 Pavel Rosa
- 77 Guy Rouleau

## Mascotte
- Hully est le nom de la mascotte du club. Elle a été créée en 1996 à l'occasion de la tenue de la Coupe Mémorial à Hull. Fort populaire, Hully a son propre site Web depuis 2007[6].

## Palmarès
- Champions de la Coupe Memorial : 1997
- Coupe du Président : 1985-1986, 1987-1988, 1994-1995, 1996-1997, 2002-2003, 2003-2004 et 2007-2008.
- Trophée Jean-Rougeau : 1985-1986, 1988-1989, 1996-1997 et 2003-2004.